# 季緑園
季緑園ー四季の庭ー（きりょくえん"しきのにわ"英: Kiryokuen Corporation）は、日本の千葉県八千代市保品にある造園、緑地管理会社である。
主要業務は住宅、企業、商業緑地の緑地・庭の維持管理、造園工事、洋和風庭園作庭、エクステリア工事、庭リフォーム、庭リノベーション、植木の販売、剪定、除草、植栽、伐採、消毒、空間造形など。
作庭は静寂の庭、木漏れ日の庭、水の音、植物と暮らす呼吸する庭　等。
暮らしの中で植物と呼吸し自然と四季を感じる生活を提案する会社。
代表者　大田慎吾（国土交通省認定　造園施工管理技士）
元旅人　訪れた国は２０か国以上（自然、人々の生活、文化を学ぶ）
滞在国　アメリカ、イギリス、フランス、ベルギー、ドイツ、オランダ、スペイン、イタリア、バチカン市国、ポーランド、オーストラリア、ロシア、トルコ、アラブ首長国連邦、インド、タイ、インドネシア、ミクロネシア、韓国、台湾など。
所有資格
造園施工管理技士取得（国土交通省認定　国家資格）
千葉県農薬管理指導士
千葉県農薬販売登録業者
高所作業車技能講習修了証
小型移動式クレーン技能講習修了証
ショベルローダー等運転技能講習終了証
玉掛け技能講習修了証
フォークリフト運転技能講習修了証
職長安全衛生責任者（安衛法第60条）安全教育修了証
刈払機取扱者　安全教育修了証
丸のこ等取扱作業者教育　安全教育修了証
小型車両系建設機械　特別教育修了証
伐木等の業務(チェーンソー伐採)　特別教育修了証
フルハーネス型墜落制止用器具　特別教育修了証
オープンウォーターダイバーライセンス（18ｍ潜水）取得
食品衛生責任者　講習修了証